# Aloys Schulte
Aloys Schulte, född 2 augusti 1857 i Münster, död 14 februari 1941 i Bonn, var en historiker, 
Schulte var verksam som arkivman i Karlsruhe 1885-93 och blev professor i historia 1893 i Freiburg im Breisgau, 1896 i Breslau och 1903-25 i Bonn. Åren 1901-03 var han ledare för preussiska historiska institutet i Rom. Med några undantag (bland annat Markgraf Ludwig Wilhelm von Baden und der Reichskrieg gegen Frankreich 1693 bis 1697, två band, 1892) tillhör hans verk medeltidens och 1500-talets tyska historia. Bland dem märks undersökningar om huset Habsburgs äldsta historia, särskilt Geschichte der Habsburger in den ersten drei Jahrhunderten (1887), åtskilliga historiografiska och lokalhistoriska arbeten samt framför allt de för den ekonomiska historien synnerligen betydelsefulla Geschichte des mittelalterlichen Handels und Verkehrs zwischen Westdeutschland und Italien (två band, 1900) och Die Fugger in Rom (två band, 1904).